# Rochester (Kent)
Koordinaten: 51° 23′ N, 0° 30′ O

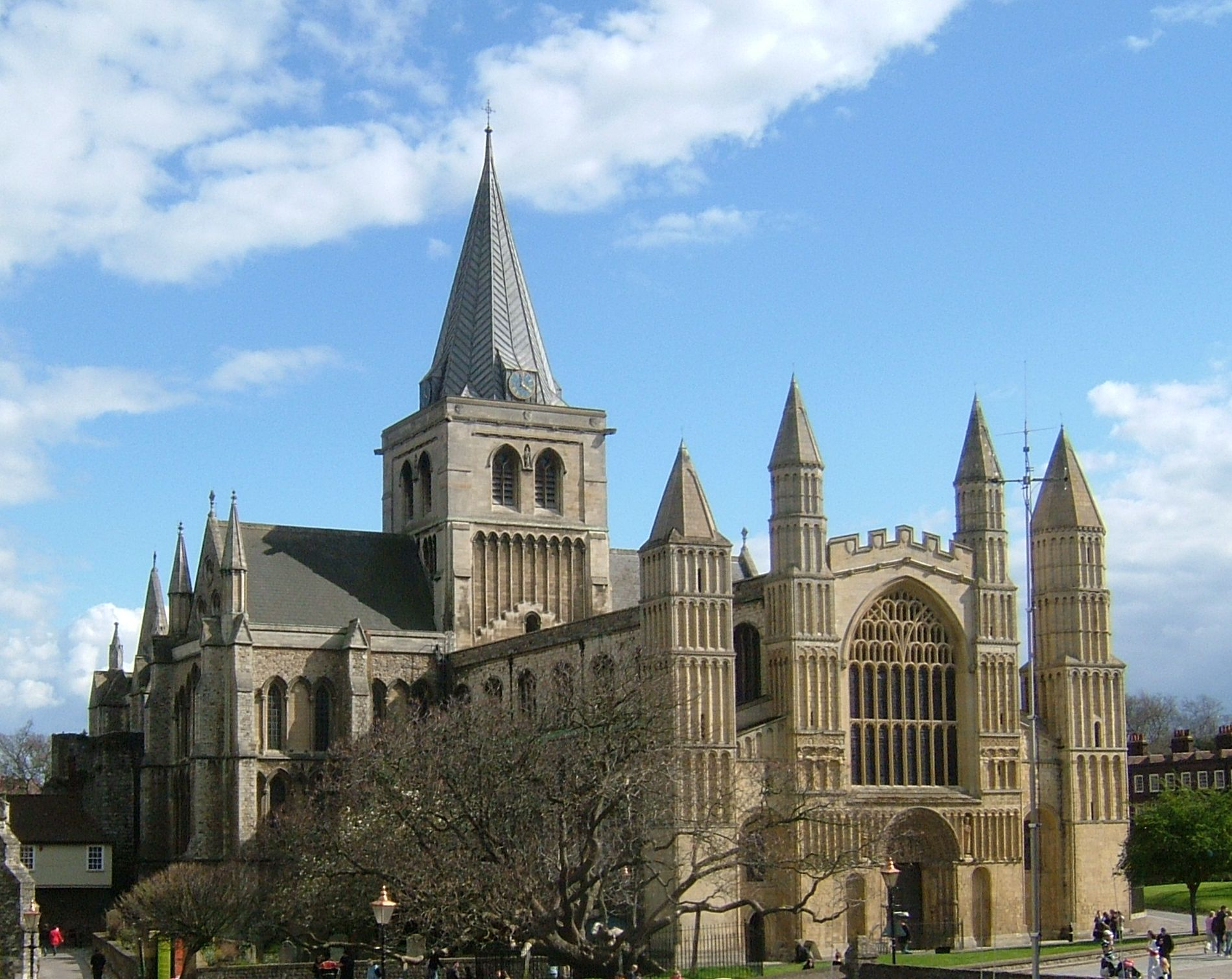
Die Kathedrale von Rochester

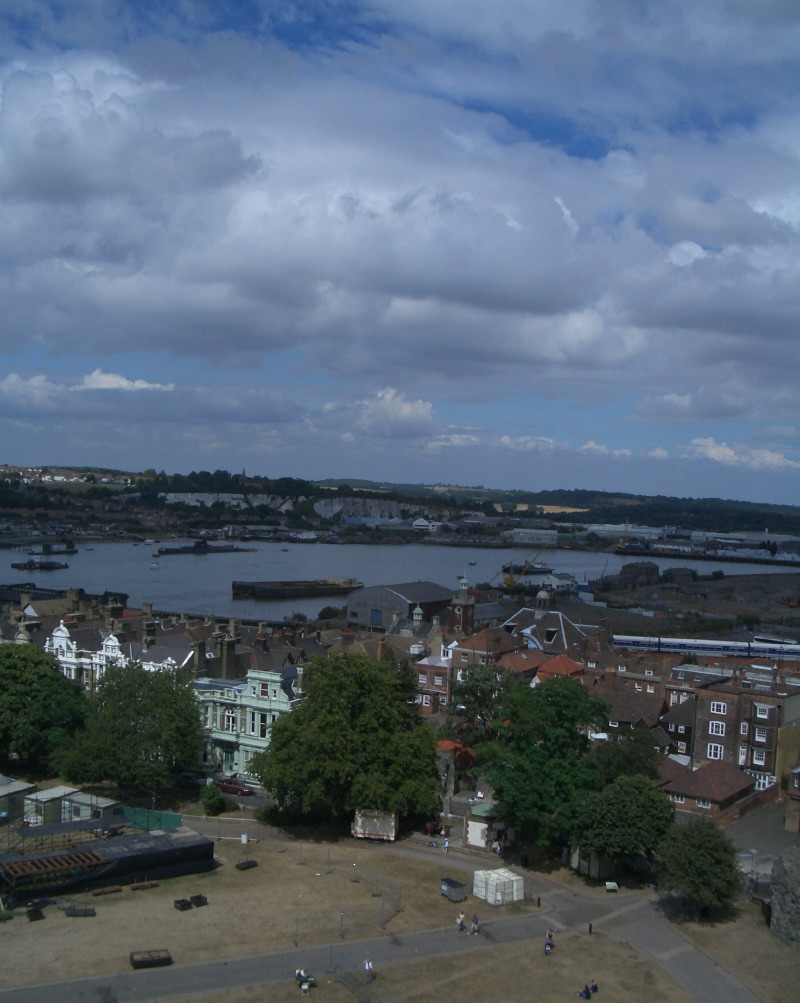
Blick auf den Medway vom Norman Keep aus

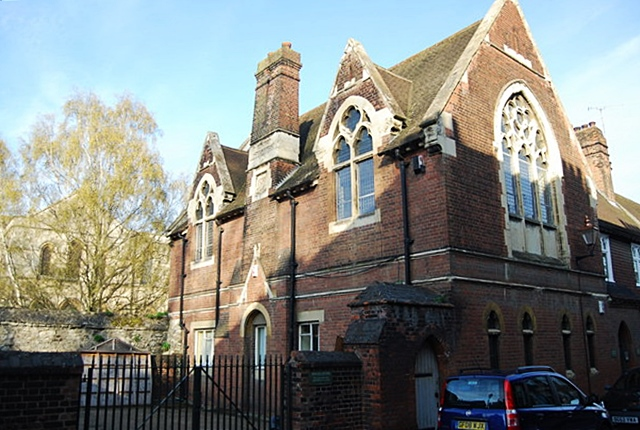
King’s school Rochester, als Kathedralschule gegründet 604 AD

Rochester [ˈɹɒtʃɪstə] ist eine Stadt und ehemalige City in der englischen Grafschaft Kent mit etwa 24.000 Einwohnern. Diese kleine und alte Stadt liegt an der letzten Furt des Flusses Medway vor seiner Mündung, etwa 50 Kilometer von London entfernt. Neben vielen älteren Gebäuden stechen vor allem die Burg von Rochester und die Kathedrale von Rochester hervor. Die zugehörige King’s School gilt als zweitälteste dauerhaft bestehende Schule der Welt. Viele Gebäude aus der Innenstadt stammen aus dem 18. Jahrhundert.
Rochester und die Nachbarstädte Chatham und Gillingham gehören als „Medway Towns“ gemeinsam zur Verwaltungseinheit Borough of Medway. Die Bevölkerung beträgt etwa 250.000. Auf der anderen Seite des Flusses befindet sich der Stadtteil Strood.

## Geschichte

### Antike
Es gibt mehrere Hinweise auf eine jungsteinzeitliche Besiedlung in der Nähe von Kit’s Coty House, einem zerstörten Langbett (Long Barrow). Die eigentliche Stadtgründung geht auf die Römer zurück. 43 n. Chr. gründeten diese eine befestigte Stadt mit einer Brücke über den Medway, ihr Name lautete möglicherweise Durobrivae. Daneben wird behauptet, dass Aulus Plautius ein kleines Kastell hier errichtete, das nur solange bestand, bis die Gegend von Kent gesichert war. Nach 190 wurde die Siedlung durch  Erdwälle gesichert, die nach 225 durch Steinbefestigungen ersetzt wurden. Reste davon sind noch immer erhalten.

### Mittelalter
Seit der angelsächsischen Landnahme in der Mitte des 5. Jahrhunderts war Rochester von Romano-Briten, Jüten bzw. Sachsen bewohnt. 604 sandte Augustinus von Canterbury Justus, um eine Kathedrale bei Rochester zu errichten. Mit einer Höhe von 12 Metern und etwa 9 Meter Breite ist die Apsis noch in der heutigen Kathedrale zu erkennen. Mit ihr wurde eine Domschule errichtet, die bis heute besteht, die King’s School. Rochester wurde zum zweiten Bischofssitz auf der Britischen Insel nach Canterbury.
676 wurde Rochester von Æthelred von Mercia geplündert und gebrandschatzt. In der Wikingerzeit wurde die Stadt 842 und 884 von den Dänen geplündert. 877 befahl Alfred von Wessex den Bau von Schiffen, um die Dänen zu bekämpfen. Damit wurde in den Städten am Medway die Ära des Schiffbaus eingeleitet. 930 erlangte Rochester das Münzregal. Das Erscheinungsbild der Stadt prägte maßgeblich ab 1077 Bischof Gundulf. Drei Jahre nach seiner Amtsübernahme begann Gundulf mit dem Bau der neuen Rochester Cathedral zwischen der römischen Mauer und der Watling Street, auf den Resten der früheren Kathedrale. 1130 wurde die Kathedrale vollendet. 1087 begann Gundulf den Bau der Befestigung. 1215 wurde die Stadt von Johann ohne Land erobert und 1264 von Simon V. de Montfort angegriffen. 1461 wurde der erste Bürgermeister gewählt.

### Neuzeit
Im Zweiten Englisch-Niederländischen Krieg (1665–1667) brachen die Niederländer beim Überfall im Medway im Juni 1667, unter Admiral Michiel de Ruyter, durch die Kette bei Upnor und gelangten zur Brücke bei Rochester und setzten die englische Flotte in Brand. Samuel Pepys, der Staatssekretär im englischen Marineamt (Chief Secretary to the Admiralty), beschreibt die letzte erfolgreiche Invasion des Britischen Festlandes in seinen Tagebüchern. Schätze aus der Plünderung sind noch heute im Rijksmuseum Amsterdam zu sehen.
1687 wird die Gildenhalle errichtet.
Seit 1211 war Rochester eine City. 1974 wurde Rochester zusammen mit Strood und Chatham zu Borough of Medway vereinigt, das sich kurz darauf in Rochester-upon-Medway umbenannte. Der City-Status wurde urkundlich auf die neue Verwaltungseinheit übertragen. Mit deren Auflösung anlässlich der Gründung der Unitary authority von Borough of Medway 1998 ging jedoch der City-Status verloren, weil keine Vorkehrungen zu seiner Bewahrung getroffen worden waren, und die Unitary authority darf sich auch nicht mehr als City of Medway bezeichnen.

## Sehenswürdigkeiten

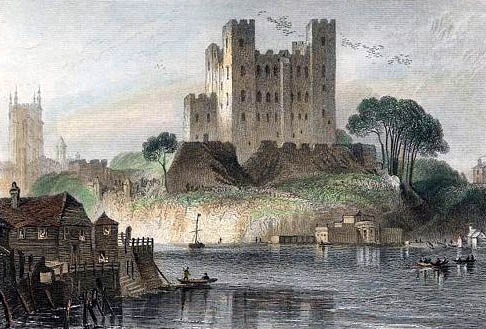
Rochester Castle. Kupferstich von G.F. Sargent c. 1836.

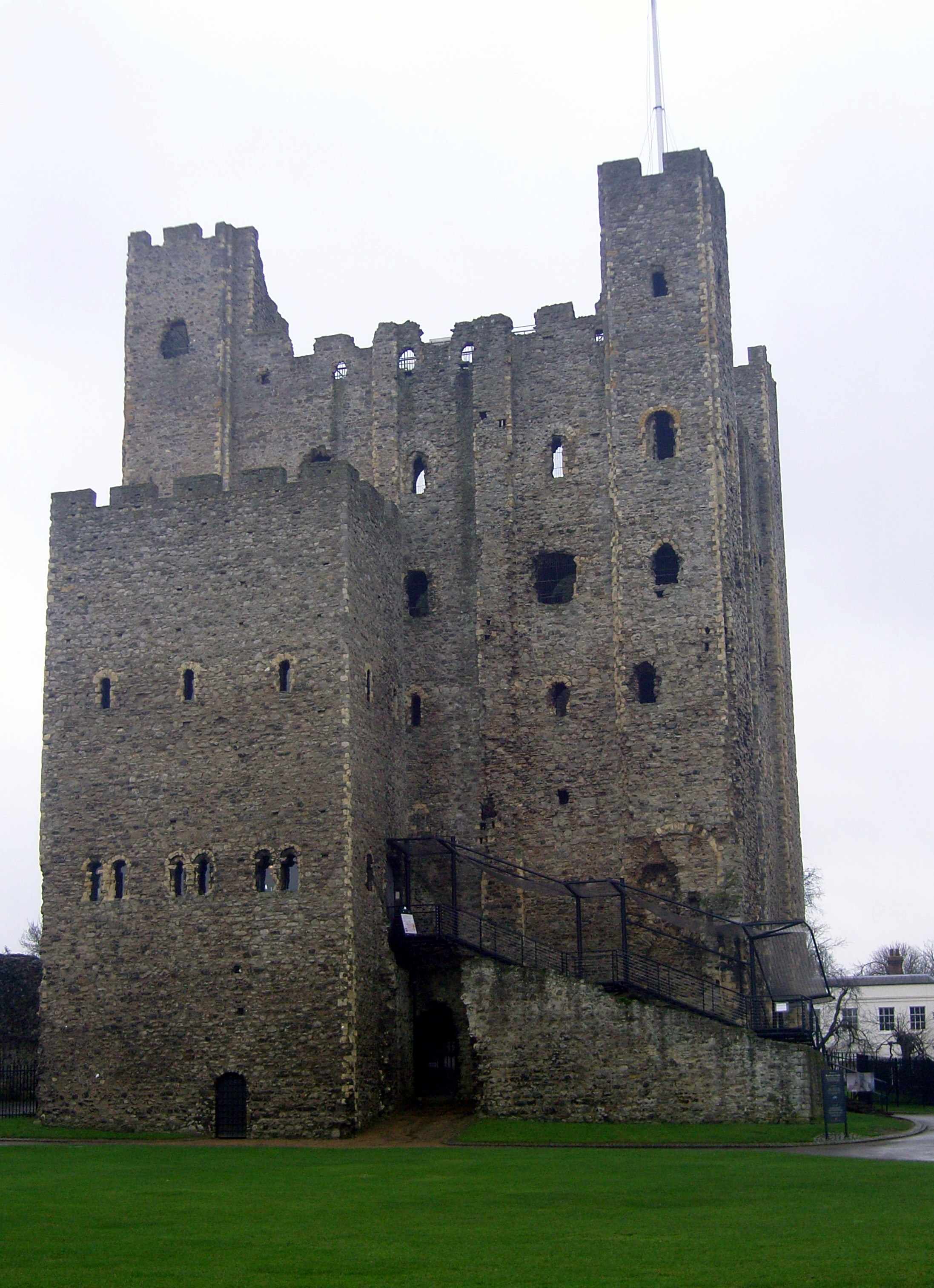
Rochester Castle 2011

- Die Kathedrale von Rochester wurde zwischen 1080 und 1130 erbaut. Der Schrein des heiligen William war bis zur Reformation eines der meistbesuchten Wallfahrtsziele Englands. 1343 wurde der Zentralturm der Kathedrale errichtet.
- Die King’s School Rochester ist heute eine Independent School, die zur Kathedralstiftung gehört. Sie besteht seit 604 n. Chr. und gilt als zweitälteste Schule der Welt nach Canterbury. 1541 wurde sie von König Heinrich VIII. als königliche Schule neugegründet.
- Die ab 1087 erbaute normannische Burganlage Rochester Castle erhebt sich auf einem Hügel über der Stadt und den Medway. Ihre Mauern folgen teilweise  der römischen Mauer. Der mächtige Bergfried ist etwa 38 Meter hoch und misst  23,5 Meter × 23,5 Meter.
- Am 20. Mai 1660 unterhielt Sir Francis Clarke König Karl II. am Abend seiner erneuten Thronbesteigung. Sein Haus, genannt Restoration House Crow Lane, wurde in Charles Dickens’ Große Erwartungen zum Satis House.
- Im Dezember 1689 verbrachte König Jakob II. seine letzte Nacht als König im Abdication House in der High Street.
- Das Eastgate House aus dem 16. Jahrhundert, eines der ältesten Häuser der Stadt, beherbergte ab den 1980er Jahren das Charles Dickens Museum, welches 2004 schloss. In dieser Zeit wurde auch die High Street in viktorianischem Stil umgestaltet.

## Persönlichkeiten
- Um 1550 wird Edmund Drake, der Vater von Sir Francis Drake, Pfarrer von Upnor, einem kleinen Ort nordöstlich von Rochester. Aufgrund eines katholischen Aufstands war die protestantische Familie von ihrem Land im Geburtsort Francis Drakes (Crowndale in der Grafschaft Devonshire) vertrieben worden.
- William Martin Conway wurde im April 1856 in Rochester geboren
- Charles Dickens wohnte in der Nähe von Gads Hill. Jährlich wird daher das Dickens Festival gefeiert.
- Der kanadische Maler, Illustrator, Schriftsteller und Lehrer Charles William Jefferys wurde im August 1869 in Rochester geboren
- Der Mathematiker John Edensor Littlewood wurde 1885 in Rochester geboren.
- Der Filmproduzent Peter Rogers wurde 1914 in Rochester geboren.
- Der englische Jazzdrummer Ronnie Verrell wurde 1926 ebenfalls hier geboren.
- Der in Berlin lebende und arbeitende Improvisationskünstler Jon Rose wurde 1951 in Rochester geboren.
- Kelly Brook, britische Filmschauspielerin und Fotomodell, wurde 1979 in Rochester geboren.

## Nachweise
1. ↑  
London Gazette. Nr. 46243,  HMSO, London, 21. März 1974, S. 3651 (Digitalisat, englisch).
2. ↑   Error costs Rochester city status In: BBC News, 16. Mai 2002
3. ↑  ASA Adjudication on Medway Council. Asa.org.uk, 16. März 2011.